# Konstantin Mušicki
Konstantin „Kosta” Mušicki (ur. 7 kwietnia 1897 w Slavonskim Brodzie, zm. 17 lipca 1946 w Belgradzie) – serbski generał, monarchista, komendant kolaboracyjnego Serbskiego Korpusu Ochotniczego (SDK) podczas II wojny światowej.

## Młodość i okres przedwojenny
Był potomkiem starego arystokratycznego serbskiego rodu. Syn Miloša i Jeleny z d. Mihajlović. Uczęszczał do szkoły średniej w Belgradzie. Po wybuchu I wojny światowej został zmobilizowany do armii austro-węgierskiej. Brał udział w ofensywie przeciw Serbii, podczas której nad rzeką Kolubara dostał się do niewoli. Następnie rozpoczął służbę w serbskiej armii, uzyskując pod koniec wojny stopień podporucznika. W 1931 awansował do stopnia kapitana. Był adiutantem króla Aleksandra I, a następnie Piotra II. W 1937 otrzymał stopień pułkownika. 

## Okupacja niemiecka
Po najeździe wojsk niemieckich na Jugosławię 6 kwietnia 1941, znajdował się w szeregach 2 Armii walczącej w rejonie Zagrzebia. Został wówczas schwytany przez chorwackich ustaszy i skazany na śmierć, ale ostatecznie wypuszczono go na wolność. 13 kwietnia przybył do Belgradu, gdzie nawiązał kontakt z przywódcą nacjonalistycznej organizacji ZBOR Dimitrije Ljoticiem. Po utworzeniu marionetkowego rządu serbskiego kierowanego przez gen. Milana Nedicia został mianowany 17 września komendantem Serbskiego Dowództwa Ochotniczego, które sformowało dwanaście kompanii, przemianowanych 1 stycznia 1943 na Serbski Korpus Ochotniczy. 22 listopada płk K. Mušicki stanął na czele tzw. Korpusu Šumadija, złożonego z połączonych sił SDK, Serbskiej Straży Państwowej i oddziałów czetników Kosty Pećanaca, które zwalczały NOVJ (partyzantkę Josipa Broz Tity). Po zaatakowaniu przez Niemców prozachodnich czetników pułkownika Dragoljuba Mihailovicia, Mušicki poinformował o hitlerowskich planach ich komendanta, dzięki czemu uniknął on schwytania. W rezultacie płk K. Mušicki został aresztowany 9 grudnia w miejscowości Čačak, a na jego miejsce mianowano brygadiera Iliję Kukicia. Niemcy postawili go przed sądem wojennym, który skazał go na śmierć przez rozstrzelanie. Jednakże na skutek interwencji gen. M. Nedicia Niemcy wkrótce zwolnili płk. K. Mušickiego i powrócił on na stanowisko dowódcy SDK. Na jego czele prowadził wraz z Niemcami i Bułgarami zacięte walki z partyzantami. W sierpniu 1944 został awansowany do stopnia generała. Po rozpoczęciu się we wrześniu ofensywy Armii Czerwonej w Serbii, wydał rozkaz wycofania się na północ do Słowenii, gdzie SDK działał do końca kwietnia 1945. W międzyczasie 27 marca płk K. Mušicki został odwołany z dowództwa SDK, a na jego miejsce przyszedł gen. Miodrag Damjanović. 
Następnie przedostał się do Włoch, gdzie w rejonie Rimini został schwytany przez angielskich żołnierzy. Anglicy odesłali go do SFR Jugosławii, której władze postawiły go w lipcu 1946 wraz z innymi serbskimi kolaborantami przed sądem w Belgradzie. Skazany na karę śmierci, został rozstrzelany 17 lipca.

## Życie prywatne
Był żonaty (żona Jovanka z d. Milanović), miał dwoje dzieci.